# Veine vésicale
Les veines vésicales sont des veines du bassin qui drainent le sang de la vessie. Les veines vésicales reçoivent le sang du plexus veineux vésical et confluent dans les veines iliaques internes.